# Diglyphosa
Diglyphosa é um género botânico pertencente à família das orquídeas (Orchidaceae).

## Espécies
- Diglyphosa latifolia   Blume (1825)  - Espécie tipo -
- Diglyphosa elmeri   Ames (1912)
- Diglyphosa celebica  (Schltr.) Schltr. (1914)